# Mandarin du Nord-Est

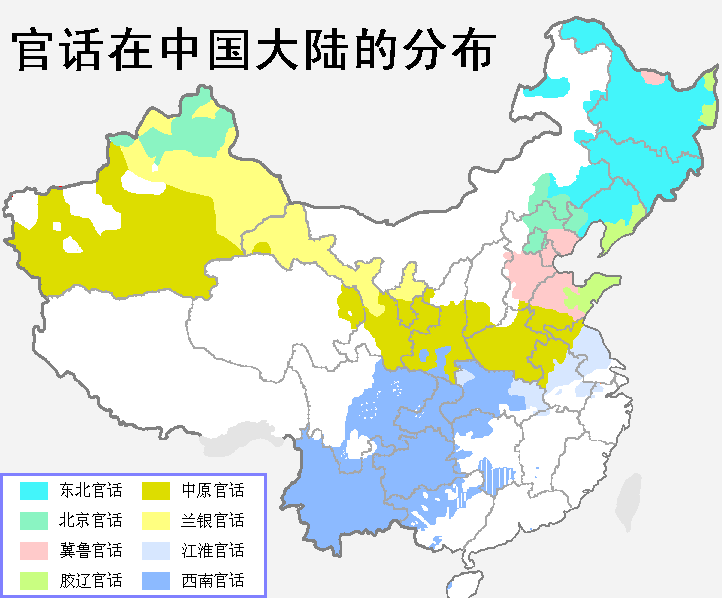
Distribution en République populaire de Chine des 8 principaux dialectes du mandarin :
L'aire du mandarin du Nord-Est figure en bleu turquoise

Le dialecte du Nord-Est (chinois simplifié : 东北话 ; chinois traditionnel : 東北話 ; pinyin : Dōngběi huà) ou mandarin du Nord-Est (chinois simplifié : 东北官话 ; chinois traditionnel : 東北官話 ; pinyin : Dōngběi guānhuà) est un dialecte du mandarin proche du mandarin de Pékin, sur la base duquel a été établi le mandarin standard (Pǔtōnghuà).
Il est parfois écrit en alphabet arabe, tout comme le mandarin lanyin et le mandarin zhongyuan.

## Extension géographique
Le dialecte est parlé par les habitants du Nord-Est de la Chine continentale, comprenant notamment les provinces du Liaoning, du Jilin et du Heilongjiang. Ces trois provinces forment ce que l'on appelle généralement la Chine du Nord-Est ou Mandchourie, et comptent environ 100 millions de locuteurs du mandarin du Nord-Est. Comme pour d'autres dialectes du mandarin, la différenciation de ce dialecte est issu de la très large distribution du mandarin.

## Sous-dialectes
Le mandarin du Nord-Est peut être subdivisé en différents dialectes tirant leur nom de la ville principale où ils sont parlés. Les différences peuvent être importantes.
- dialecte de Changchun (Simplifié: 长春话/Traditionnel: 長春話)
- dialecte de Harbin (哈尔浜话/哈爾濱話)
- dialecte de Qiqihar (斉斉哈尔话/齊齊哈爾話)
- dialecte de Shenyang (en) (沈阳话/瀋陽話)

## Information linguistique
Les locuteurs du mandarin du Nord-Est considèrent généralement leur parler comme différent du mandarin standard. Cependant, les linguistes considèrent cette langue comme une variation dialectale du mandarin au sens donné de l'étranger. Bien que les différences entre le dialecte du Nord-Est et le dialecte de Pékin ne soient pas phonologiquement marquantes, le mandarin du Nord-Est comprend certaines expressions et du vocabulaire que l'on ne retrouve pas à Pékin.

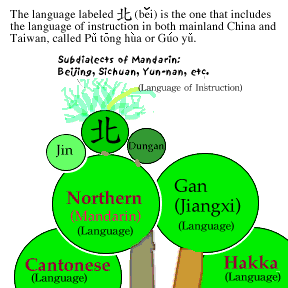

## Identité régionale et culturelle
Bien qu'elles ne soient généralement pas considérées comme des langues dans le monde scientifique, les variétés du mandarin telles que le mandarin du Nord-Est sont pourtant porteuses d'une identité régionale forte. Les chinois peuvent généralement reconnaître aisément les locuteurs du Nord-Est par leur accent spécifique.

## Origines du dialecte
Le mandarin du Nord-Est est issu de la langue parlée par des émigrants Han arrivés essentiellement des provinces du Shandong et du Hebei qui s'établirent en Mandchourie à la fin du XIXe et au début du XXe siècle, mais il a intégré les éléments des langues toungouses, du japonais et du russe, et les différences sont suffisamment importantes pour que le dialecte possède ses caractéristiques distinctives.